# Loyers (Dinant)
Pour l’article homonyme, voir Loyers (Namur).
Loyers [lwajɛʁs] (en wallon Loyi) est un village de la région condruzienne de la province de Namur, en Belgique. Situé sur les Hauts de Meuse (rive droite) et anciennement rattaché à la commune de Lisogne, il fait depuis 1977 administrativement partie de la ville et commune de Dinant en Région wallonne.
Traversé par la Route nationale 948 qui va de Leffe (Dinant) à Spontin il se trouve sur le versant nord de la vallée des Fonds de Leffe. Loyers compte 337 habitants.

## Patrimoine
- L'église Saint-Ghislain